# Grüna (Kraftsdorf)
Grüna ist ein Ortsteil von Kraftsdorf im Landkreis Greiz in Thüringen.

## Geografie
Das Dorf Grüna besitzt 117 Hektar Fläche mit Wiesen, Feldern und Wald, daher wohl der Name. Am Bach Treibe befindet sich das Straßendorf, wogegen das Neubaugebiet sich dem Wald nähert. Südlich liegt die Bundesautobahn 4, westlich Rüdersdorf und im Erlbachtal befinden sich die anderen Ortsteile von Kraftsdorf.

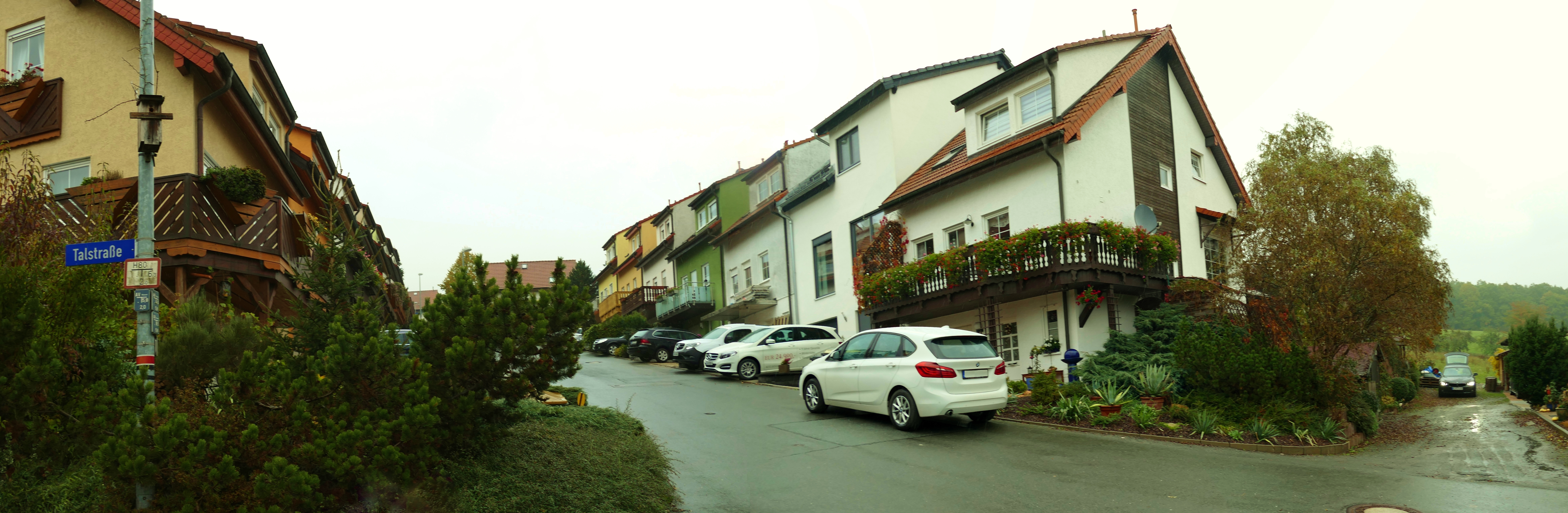
Blick in die Bergstraße

## Geschichte
Am 23. April 1364 fand die urkundliche Ersterwähnung des Dorfes statt.
1939 lebten 109 Menschen im Ort. Am 1. Juli 1950 wurde Grüna nach Rüdersdorf eingegliedert. Beide Orte gingen 1997 in der Gemeinde Kraftsdorf auf.